# Ocellipsis elgonensis
Ocellipsis elgonensis är en tvåvingeart som beskrevs av Richards 1957. Ocellipsis elgonensis ingår i släktet Ocellipsis och familjen hoppflugor.
Artens utbredningsområde är Kenya. Inga underarter finns listade i Catalogue of Life.